# ماتوی واسیلنکو
ماتوی واسیلنکو (روسی: Матвей Иванович Василенко؛ 25 november [سبک قدیمی: 13 november] ۱۸۸۸ – ۱ ژوئیه ۱۹۳۷) فرد نظامی اهل اتحاد جماهیر شوروی سوسیالیستی بود.
وی همچنین برندهٔ جوایزی همچون نشان پرچم سرخ شده‌است.